# Karin Anders
Fredrika Karolina Karin Anders (Anderson), född 1 februari 1892 i Skellefteå, död 6 december 1973, var en svensk-amerikansk skulptör.
Hon var dotter till Johan Gustaf Johansson och Selma Teresia Burström samt från 1916 gift med Henning Anderson.
Anderson emigrerade till USA 1911, och fick vid ankomsten arbete vid en matservering och som hemhjälp. I början av 1930-talet väcktes hennes intresse för skulptural konst  och hon sökte sig till Chicago Art Institut för konststudier som hon följe upp med studier vid Clay Arts Studio i Chicago där hon tilldelades ett par utmärkelser. Hon har därefter uppmärksammats vid utställningar i Chicagotrakten.